# Milionia aroensis
Milionia aroensis là một loài bướm đêm trong họ Geometridae.